# Pertrochantäre Femurfraktur

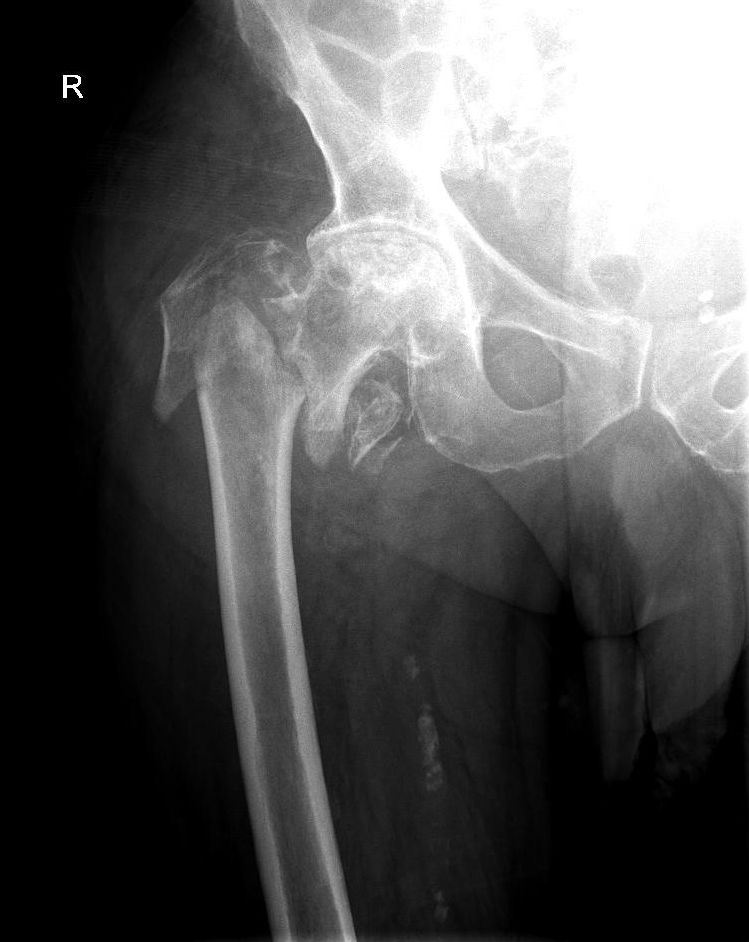
Mehrfragmentäre, pertrochantäre Femurfraktur rechts

Pertrochantäre Femurfraktur ist der medizinische Fachbegriff für einen Knochenbruch des Oberschenkelknochens im Bereich zwischen Trochanter major (großer Rollhügel – siehe Oberschenkelknochen) und Trochanter minor (kleiner Rollhügel).

## Vorkommen
Die Fraktur kommt meist bei älteren Menschen bei Sturz auf die entsprechende Hüfte vor. Bei Hochenergietraumen (z. B. Verkehrsunfällen oder Stürzen aus größerer Höhe) tritt die Fraktur auch bei jüngeren Personen auf. Pertrochantäre Frakturen machen etwa 45 Prozent der proximalen Femurfrakturen aus und sind somit genau so häufig wie Schenkelhalsfrakturen. Das Durchschnittsalter liegt bei 70–80 Jahren. Frauen sind sehr viel öfter betroffen, weil sie postmenopausal eine erhöhte Inzidenz für Osteoporose haben.

## Symptome
Meist bestehen spontane Schmerzen mit Verstärkung der Beschwerden durch Bewegung im Bereich der betroffenen Hüftregion. Das betroffene Bein ist bei Vorliegen einer Frakturverschiebung (=Dislokation) verkürzt und/oder nach außen rotiert. Die Außenrotation und Verkürzung ist meist nicht so ausgeprägt wie beim Vorliegen einer dislozierten, medialen Schenkelhalsfraktur. Die Beweglichkeit ist meist schmerzbedingt deutlich eingeschränkt bis komplett aufgehoben. Es besteht eine Druck- und Klopfschmerzhaftigkeit über dem Trochanter major. Im Bereich des proximalen (=körpernahen) Oberschenkels kann durch eine Einblutung in die Muskulatur eine ausgeprägte Schwellung entstehen.

## Diagnostik
Röntgenaufnahmen des Hüftgelenkes in zwei Ebenen bestätigen die Diagnose. Bei strittigen Fällen kann eine Computertomographie (CT) durchgeführt werden.

## Behandlung
Früher erfolgte die Behandlung von Oberschenkelfrakturen mit einer Streckvorrichtung (einer sog. Extension). Die damit verbundenen Komplikationen durch die lange Bettlägerigkeit wie Lungenentzündungen (Pneumonie), Thrombose und Dekubitus führten zu einer hohen Sterblichkeit.
Heute erfolgt die Versorgung chirurgisch durch eine Osteosynthese. Lediglich Abrissfrakturen am Trochanter können konservativ behandelt werden. Häufig angewendete Implantate sind der Gammanagel, der proximale Femurnagel, Gleitnagel oder ähnliche sowie die dynamische Hüftschraube (DHS), eine perkutane Kompressionsplatte (PCCP) oder das Proximale Femurnagelsystem (TFNA, für Trochanteric Fixation Nail Advanced). Die Dynamische Hüftschraube ist nur dann Mittel der Wahl, wenn der Trochanter minor als mediale Abstützung nicht frakturiert ist, beziehungsweise wieder rekonstruiert werden kann. Bei nicht rekonstruierbarer medialer Abstützung kommt regelhaft eine Markraumschienung z. B. mittels Gammanagel oder proximalem Femurnagel zum Einsatz. Eine pertrochantäre Fraktur mit bestehender Arthrose des Hüftgelenkes sollte mit einer Totalendoprothese versorgt werden. Ob eine Duokopfprothese bei Patienten über 70 Jahren verwendet werden sollte, oder ob „knochenschonend“ operiert werden sollte, ist momentan Gegenstand kontroverser Diskussionen in der Fachliteratur.

## Komplikationen
Durch den Blutverlust im Bereich des Knochenbruches kann es zu einem Blutmangel kommen, so dass Blutübertragungen notwendig werden können. Weitere mögliche Komplikationen sind Wundheilungsstörungen, Thrombosen, Pneumonien, Ausbrechen oder Ausschneiden („Cut-out“) des Osteosynthesematerials. Beim alten Menschen ist peri- und postoperativ eine bis zu sechsfach höhere Sterblichkeit im Vergleich zur gleichaltrigen Vergleichsgruppe gegeben. Die aktuellen Quellen berichten von einer Sterblichkeitsrate von ca. 10 % in den ersten 30 Tagen nach Auftritt einer hüftgelenknahen Fraktur. Im ersten Jahr nach einer solchen Verletzung beträgt die Mortalität noch 25 %.